# 黄华白粉菌
黄华白粉菌（学名：Erysiphe thermopsidis）是属于白粉菌目白粉菌科白粉菌属的一种真菌，寄生在豆科植物上。该种分布于中国。